# 舟木一夫
舟木 一夫（ふなき かずお、本名：上田 成幸（うえだ しげゆき）、1944年〈昭和19年〉12月12日 - ）は、日本の歌手、タレント。橋幸夫・西郷輝彦とともに“御三家”と呼ばれている。学生服と八重歯がトレードマークで、デビュー当時は、学園ソングとよばれる、高校生活をテーマにした歌が多かった。

## 概要
初期の所属事務所はホリプロダクション、現在のホリプロであった。
愛知県中島郡萩原町（現・一宮市）出身。当初は舟木和夫という芸名になる予定であったが、舟木が「和はひ弱な感じがあるので、一にして欲しい」と希望したために一夫になったという。本人は、紙に書いたら字が縦に長くなって横倒しになりそうで頼りない感じがしたので、「和」を「一」にして“つっかえ棒”としてほしい、とお願いしたとも話している。のびやかな美声で1960年代を中心にヒットを飛ばし、同じ時期にデビューした橋幸夫・西郷輝彦とともに「御三家」として人気を集める。青春ソングの定番「高校三年生」に代表されるように、学生時代を題材にした歌謡曲のほか、『銭形平次』のテーマソングのように、時代モノも数多く歌っている。また舞台などにも出演し、多彩な活動をしている。

## 略歴

### デビューまで
1944年12月12日、愛知県中島郡萩原町（現・一宮市）に生まれる。「燃えよドラゴンズ!99」のカップリング曲「ROCK'N ROLL ふるさと」の歌詞には生家への行き方が書かれている。父親は石川県河北郡津幡町笠谷の旧家の出で、父方の祖父は「立山伊次郎」の四股名で雷部屋に所属した力士であった。本名の「成幸」は楠木正成と真田幸村の二人の武将から一字ずつとって命名された。音楽に興味を持ちはじめたのは、1か月間肩叩きを続けたご褒美にと祖母からハーモニカをプレゼントしてもらったこと、ラジオで三橋美智也の歌を聴いたことがきっかけの一つ。13歳年下の弟が出来たころ、家が貧しかったことから「誰かがこの家にお金を入れ続けないと。弟が物心つくまでに人並みの生活をさせてあげたい」として学校卒業後は自分の才能で短期間で稼ぎたいと考え、そんな時に友人の家のテレビで歌手を見て、これだと思い歌手を目指すようになった。中学2年のときに父に頼み込み、中学の音楽の先生の紹介で指揮者の山田昌弘を紹介してもらい、名古屋市内の教室に通ってレッスンを受ける。高校2年であった1962年2月、地元のCBCテレビの番組『歌のチャンピオン』に出場して松島アキラの『湖愁』を歌い、チャンピオンになる。同年3月、名古屋市内のジャズ喫茶で行われた「松島アキラショー」で、ステージ上の松島アキラが『湖愁』を誰か一緒に歌わないかと客席に声を掛けたところ、前列に居た高校生が勢いよく手を上げた。少年は隣に居た同級生に手首を掴まれてのことであった。狐に摘まれた表情で舞台に上がった少年は、松島とともに「湖愁」を歌いきった。この少年こそ、後の舟木一夫である。
偶然そこに取材に来ていた「週刊明星」の記者恒村嗣郎が目を付け、上田少年に氏名と住所を聞き、東京に帰ると、早速ホリプロの会長だった堀威夫に名古屋での出来事を話し、興味を持った堀は、電話で上田少年に歌のテープを送ることを依頼。そのテープを聴いた堀は、翌年5月上田少年を上京させ、日本コロムビアのディレクターだった斎藤昇に紹介。斎藤は作曲家遠藤実にレッスンを受けさせることにし、上田少年は、愛知高等学校から転校した自由ヶ丘学園高等学校へ通いながら、遠藤実のレッスンを受けることとなった。
上田少年は芸名を舟木一夫とし、ホリプロに所属することになった。社長の堀は、当時デビュー2年目で全盛期を迎え、舞台で時々学生服を着て歌っていた橋幸夫の対抗馬として、当時現役高校生だった舟木を学生服デビューさせると決定した。

### デビュー

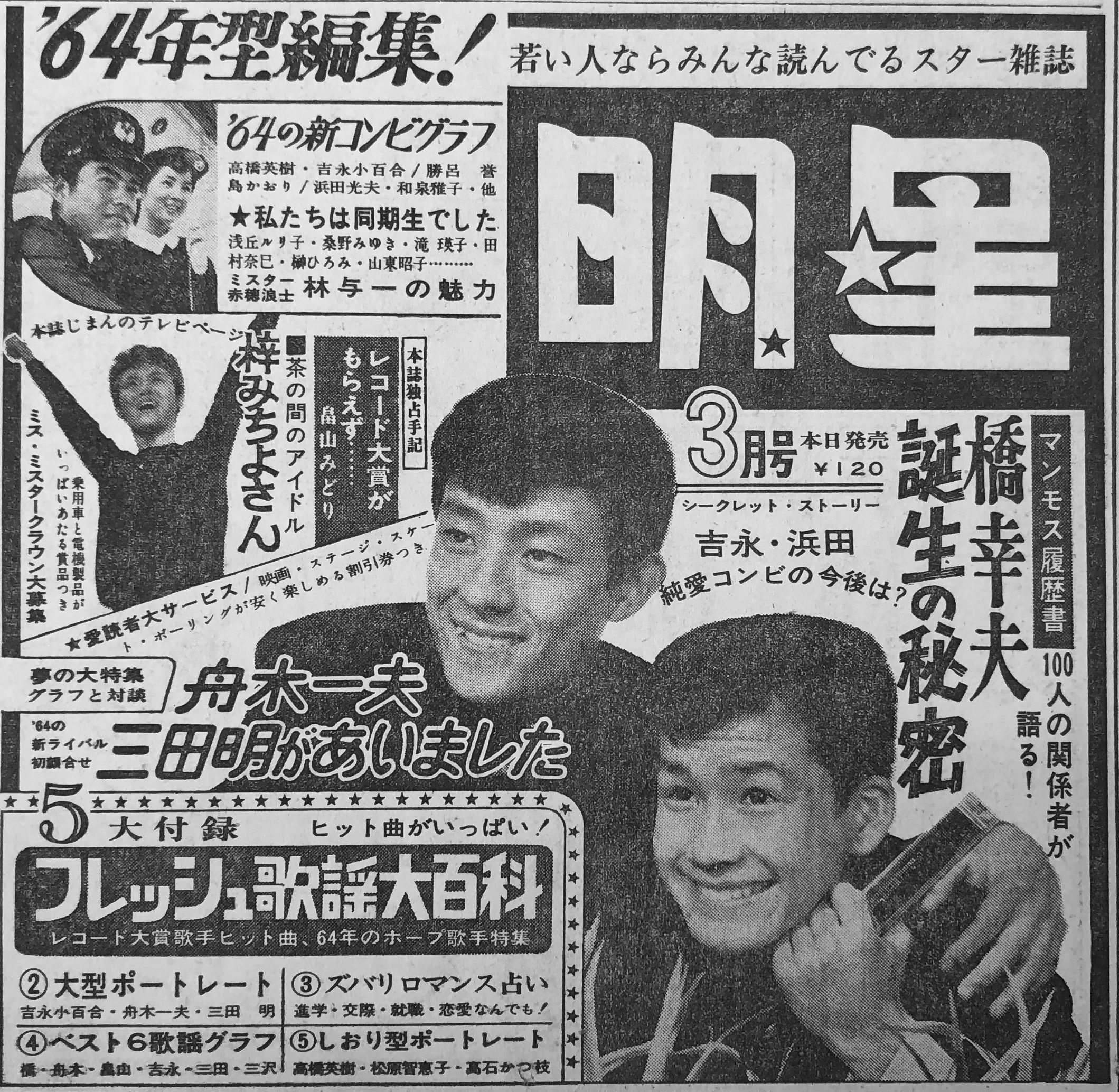
『明星』1964年3月号の新聞広告

1963年6月5日、デビュー曲は恩師遠藤実作曲、日本コロムビア専属だった丘灯至夫作詞の「高校三年生」と決定した。同年3月で高校を卒業していたが「学生服で行け」という遠藤実の指示で、歌謡界異例の学生服でのデビューとなった。「高校三年生」のレコードジャケットで舟木が着ているのは当時の母校の制服である。
「高校三年生」は、発売1年で100万枚の大ヒットを飛ばし、舟木は第5回日本レコード大賞新人賞を、丘は作詞賞を受賞した。デビューから2ヵ月後、本人が主演した同名映画も大ヒットし、舟木は一躍スター歌手になった。それに続き、学園三部作と言われた「修学旅行」「学園広場」もヒットした。
1964年3月には初のワンマンショーを東京・浅草国際劇場で行う。当日には、地元・一宮市から東京駅まで国鉄がワンマンショー観覧客のための特別列車を運行させ、東京駅から浅草国際劇場まではパトカー先導の元で観光バス19台で移動するというほどまでになった。

### スター歌手に
1970年前後には、こうした青春ソング以外にも時代モノ、民謡調などの歌にも独特の持ち味で数々のヒットを飛ばした。テレビ時代劇『銭形平次』のテーマソング「銭形平次」も、番組のロングランもあって舟木の歌としてよく知られるところとなった。
また特に詩歌、文学をモチーフにした叙情歌謡と呼ばれるジャンルでは持ち前の歌唱を活かして第一人者的存在となり、「絶唱」「夕笛」「初恋」などがヒットし、1966年には「絶唱」で第8回日本レコード大賞歌唱賞を受賞した。このジャンルとしてはその集大成ともいうべきアルバム『その人は昔』がある。これは作家松山善三の長編抒情詩を正味1時間すべて舟木の歌唱で埋めるという、前代未聞の作品であり舟木の歌唱力が最大限に発揮されている。更にこの作品はLPとしては当時記録的な売上となり、後に舟木と内藤洋子の主演により映画化もされた。そしてこのLPおよび映画が劇画作家ながやす巧に影響を与え、その代表作『愛と誠』を生むきっかけとなった、という事実は、コミック界では有名なエピソードである 。

### 低迷から復活へ

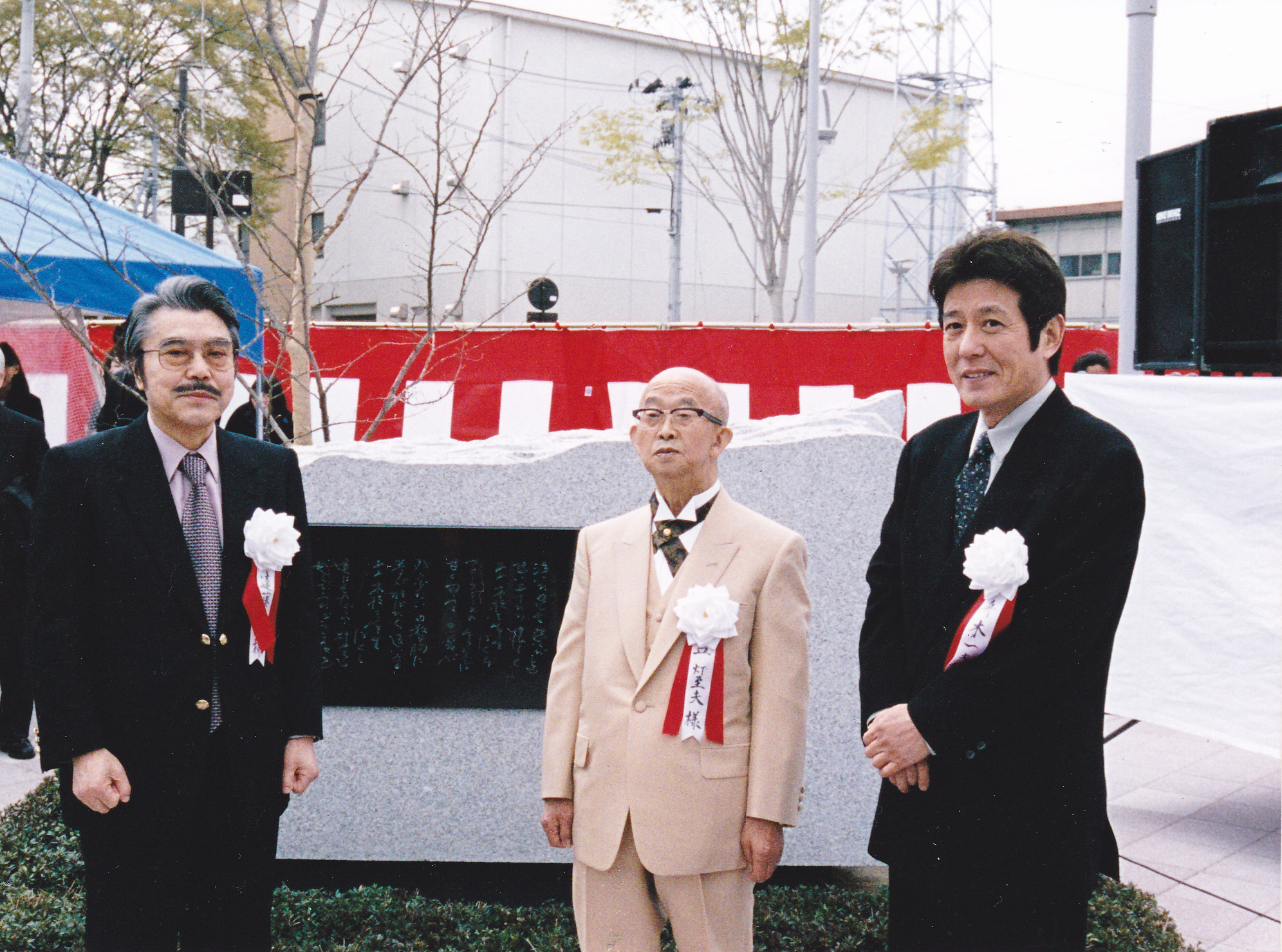
2002年、「高校三年生」の歌碑の除幕式にて。右が舟木（中央が丘灯至夫、左が遠藤実）

1969年までは高い人気を保持していたものの1970年に入ると、かねて多数出演していた歌謡映画が廃れ、テレビドラマでの需要が無くなり、それに追い討ちを掛けるが如く歌謡界の変化に伴い表立った仕事は激減し舞台と地方公演が主な活動の場となってゆく。それゆえに1970年・1971年・1972年に自殺を図るが未遂に終わり、1973年には心身の不調のため翌年まで10か月間静養することとなる。また、私生活でも可愛がっていた年の離れた弟が、死亡するという不幸にもあっている。
その後十数年に渡り不遇時代が続いたが、デビュー30周年プレ公演を機に、主に中高年女性のアイドルとして人気再燃、そのなかで「同じ青春を過ごした仲間にしか通用しない歌い手でいい」と述べている。1997年には念願でもあった新橋演舞場での初座長公演を行う。そして1999年には中日ドラゴンズの応援歌「燃えよドラゴンズ!'99」を歌い（舟木自身も大のドラゴンズファンである）、25年ぶりにオリコン40位ランクインを記録。
2007年にはデビュー45周年を迎え記念コンサートを行う。そして「単なる流行歌でない。何も変える必要はない。これでいい」と述べている。
2016年、第1回あらえびす文化賞・特別賞を受賞。

## ディスコグラフィ

### シングル
- すべて日本コロムビアからリリース。
  - 舟木のペンネームは複数存在し、「高峰雄作」「里中さとる」「岩鬼まさみ」「すずきじろう」「幸田成夫」がある。

| #   | 発売日          | 曲順 | タイトル                            | 作詞           | 作曲           | 編曲         | 規格品番   |
| --- | --------------- | ---- | ----------------------------------- | -------------- | -------------- | ------------ | ---------- |
| 1   | 1963年 6月5日   | A面  | 高校三年生                          | 丘灯至夫       | 遠藤実         | 福田正       | SAS-60     |
| 1   | 1963年 6月5日   | B面  | 水色のひと                          | 丘灯至夫       | 遠藤実         | 福田正       | SAS-60     |
| 2   | 1963年 8月      | A面  | 修学旅行                            | 丘灯至夫       | 遠藤実         | 福田正       | SAS-97     |
| 2   | 1963年 8月      | B面  | 淋しい町                            | 丘灯至夫       | 遠藤実         | 福田正       | SAS-97     |
| 3   | 1963年 10月     | A面  | 学園広場                            | 関沢新一       | 遠藤実         | 福田正       | SAS-130    |
| 3   | 1963年 10月     | B面  | 只今授業中                          | 関沢新一       | 遠藤実         | 福田正       | SAS-130    |
| 4   | 1963年 11月     | A面  | 仲間たち                            | 西沢爽         | 遠藤実         | 福田正       | SAS-139    |
| 4   | 1963年 11月     | B面  | はるかなる山                        | 西沢爽         | 遠藤実         | 福田正       | SAS-139    |
| 5   | 1963年 11月     | A面  | 聖夜                                | 由木康         | グルーバー     | 松尾健司     | SAS-151    |
| 6   | 1964年 1月      | A面  | 叱られたんだね                      | 関沢新一       | 山路進一       | 松尾健司     | SAS-176    |
| 6   | 1964年 1月      | B面  | 初恋の駅                            | 関沢新一       | 山路進一       | 中村貞夫     | SAS-176    |
| 7   | 1964年 1月      | A面  | あゝ青春の胸の血は                  | 西沢爽         | 遠藤実         | 福田正       | SAS-202    |
| 7   | 1964年 1月      | B面  | 夕月の乙女                          | 西沢爽         | 遠藤実         | 福田正       | SAS-202    |
| 8   | 1964年 3月      | A面  | 涙の敗戦投手                        | 丘灯至夫       | 戸塚三博       | 福田正       | SAS-206    |
| 8   | 1964年 3月      | B面  | さらば古い制服よ                    | 丘灯至夫       | 戸塚三博       | 福田正       | SAS-206    |
| 9   | 1964年 3月      | A面  | 君たちがいて僕がいた                | 丘灯至夫       | 遠藤実         | 遠藤実       | SAS-230    |
| 9   | 1964年 3月      | B面  | 青春はぼくらのもの                  | 丘灯至夫       | 遠藤実         | 遠藤実       | SAS-230    |
| 10  | 1964年 4月      | A面  | 貝がらの唄                          | 西村益子       | 遠藤実         | 安藤実親     | SAS-222    |
| 11  | 1964年 4月      | A面  | 東京新宿恋の街                      | 荒木忠雄       | 遠藤実         | 安藤実親     | SAS-232    |
| 12  | 1964年 6月      | A面  | まだみぬ君を恋うる歌                | 丘灯至夫       | 山路進一       | 山路進一     | SAS-253    |
| 12  | 1964年 6月      | B面  | ひとりになると                      | 丘灯至夫       | 山路進一       | 山路進一     | SAS-253    |
| 13  | 1964年 6月      | A面  | しあわせの星二つ                    | 富山紫峰       | 上原げんと     | 上原げんと   | SAS-290    |
| 13  | 1964年 6月      | B面  | 織姫音頭                            | 城ゆたか       | 森一也         | 山路進一     | SAS-290    |
| 14  | 1964年 7月      | A面  | アロハ・オエ                        | 丘灯至夫       | リリウオカラニ | 松尾健司     | SAS-316    |
| 14  | 1964年 7月      | B面  | 少女                                | 石本美由起     | 山路進一       | 松尾健司     | SAS-316    |
| 15  | 1964年 8月      | A面  | おみこし野郎                        | 関沢新一       | 遠藤実         | 安藤実親     | SAS-335    |
| 15  | 1964年 8月      | B面  | いなせじゃないか若旦那              | 安部幸子       | 遠藤実         | 遠藤実       | SAS-335    |
| 16  | 1964年 9月      | A面  | 花咲く乙女たち                      | 西條八十       | 遠藤実         | 遠藤実       | SAS-318    |
| 16  | 1964年 9月      | B面  | 若き旅情                            | 西條八十       | 遠藤実         | 遠藤実       | SAS-318    |
| 17  | 1964年 9月      | A面  | 青春の大阪                          | 西沢爽         | 和田香苗       | 和田香苗     | SAS-355    |
| 18  | 1964年 10月     | A面  | 右衛門七討入り                      | 西沢爽         | 遠藤実         | 遠藤実       | SAS-357    |
| 18  | 1964年 10月     | B面  | 右衛門七節                          | 西沢爽         | 遠藤実         | 安藤実親     | SAS-357    |
| 19  | 1965年 1月      | A面  | 火消し若衆                          | 安部幸子       | 遠藤実         | 安藤実親     | SAS-402    |
| 19  | 1965年 1月      | B面  | 木挽哀歌                            | 安部幸子       | 遠藤実         | 安藤実親     | SAS-402    |
| 20  | 1965年 3月      | A面  | 北国の街                            | 丘灯至夫       | 山路進一       | 山路進一     | SAS-437    |
| 20  | 1965年 3月      | B面  | はやぶさの歌                        | 丘灯至夫       | 山路進一       | 山路進一     | SAS-437    |
| 21  | 1965年 3月      | A面  | 成人のブルース                      | 丘灯至夫       | 遠藤実         | 遠藤実       | SAS-472    |
| 21  | 1965年 3月      | B面  | あの娘をまもろう                    | 丘灯至夫       | 遠藤実         | 遠藤実       | SAS-472    |
| 22  | 1965年 3月      | A面  | 竹千代音頭                          | 中林きみを     | 津田二郎       | 山路進一     | SAS-475    |
| 22  | 1965年 3月      | B面  | 竹千代の唄                          | 中林きみを     | 津田二郎       | 山路進一     | SAS-475    |
| 23  | 1965年 4月      | A面  | 東京は恋する                        | 丘灯至夫       | 山路進一       | 山路進一     | SAS-456    |
| 23  | 1965年 4月      | B面  | 虹のむこうに                        | 丘灯至夫       | 山路進一       | 山路進一     | SAS-456    |
| 24  | 1965年 6月      | A面  | あゝりんどうの花咲けど              | 西沢爽         | 遠藤実         | 遠藤実       | SAS-502    |
| 24  | 1965年 6月      | B面  | 待っている人                        | 西沢爽         | 遠藤実         | 遠藤実       | SAS-502    |
| 25  | 1965年 7月      | A面  | 渚のお嬢さん                        | 関沢新一       | 松尾健司       | 松尾健司     | SAS-574    |
| 25  | 1965年 7月      | B面  | 月とヨットと遠い人                  | 関沢新一       | 松尾健司       | 松尾健司     | SAS-574    |
| 26  | 1965年 8月      | A面  | たそがれの人                        | 安部幸子       | 山路進一       | 山路進一     | SAS-542    |
| 26  | 1965年 8月      | B面  | 夜霧のラブレター                    | 安部幸子       | 山路進一       | 山路進一     | SAS-542    |
| 27  | 1965年 8月      | A面  | 浜の若い衆                          | 安部幸子       | 山路進一       | 山路進一     | SAS-560    |
| 27  | 1965年 8月      | B面  | 磯浜そだち                          | 安部幸子       | 山路進一       | 山路進一     | SAS-560    |
| 28  | 1965年 8月      | A面  | あゝ鶴ヶ城                          | 野村俊夫       | 古関裕而       | 古関裕而     | SAS-561    |
| 28  | 1965年 8月      | B面  | お城かこんで輪になって              | 丘灯至夫       | 市川昭介       | 市川昭介     | SAS-561    |
| 29  | 1965年 10月     | A面  | 高原のお嬢さん                      | 関沢新一       | 松尾健司       | 松尾健司     | SAS-588    |
| 29  | 1965年 10月     | B面  | 夏の日の若い恋                      | 関沢新一       | 松尾健司       | 松尾健司     | SAS-588    |
| 30  | 1965年 11月     | A面  | 歩いて行こうよどこまでも            | 山岡多恵子     | 越部信義       | 越部信義     | SAS-630    |
| 30  | 1965年 11月     | B面  | すたこら音頭                        | 丘灯至夫       | 市川昭介       | 市川昭介     | SAS-630    |
| 31  | 1965年 12月     | A面  | 東京百年                            | 丘灯至夫       | 船村徹         | 船村徹       | SAS-632    |
| 31  | 1965年 12月     | B面  | やなぎ小唄                          | 関沢新一       | 山路進一       | 山路進一     | SAS-632    |
| 32  | 1966年 1月      | A面  | 山のかなたに                        | 丘灯至夫       | 山路進一       | 山路進一     | SAS-656    |
| 32  | 1966年 1月      | B面  | ふるさとの乙女                      | 西沢爽         | 遠藤実         | 遠藤実       | SAS-656    |
| 33  | 1966年 2月      | A面  | 哀愁の夜                            | 古野哲哉       | 戸塚三博       | 戸塚三博     | SAS-657    |
| 33  | 1966年 2月      | B面  | 銀座すずらん通り                    | 丘灯至夫       | 船村徹         | 船村徹       | SAS-657    |
| 34  | 1966年 4月      | A面  | 友を送る歌                          | 植田俤子       | 戸塚三博       | 戸塚三博     | SAS-680    |
| 34  | 1966年 4月      | B面  | おもいをこめて手をふろう            | 西沢爽         | 遠藤実         | 遠藤実       | SAS-680    |
| 35  | 1966年 5月      | A面  | 今日かぎりのワルツ                  | 高杉敏         | 山路進一       | 山路進一     | SAS-697    |
| 35  | 1966年 5月      | B面  | ひぐれ山唄                          | 丘灯至夫       | 山路進一       | 山路進一     | SAS-697    |
| 36  | 1966年 5月      | A面  | 敦盛哀歌                            | 村上元三       | 古賀政男       | 安藤実親     | SAS-707    |
| 36  | 1966年 5月      | B面  | 銭形平次                            | 関沢新一       | 安藤実親       | 安藤実親     | SAS-707    |
| 37  | 1966年 6月      | A面  | 踊ろうぼくと                        | 大林郁恵       | 船村徹         | 船村徹       | SAS-717    |
| 37  | 1966年 6月      | B面  | ひとりぼっちの女の子                | 深沢真弓       | 船村徹         | 船村徹       | SAS-717    |
| 38  | 1966年 6月      | A面  | 太陽にヤァ!                         | 関沢新一       | 船村徹         | 船村徹       | SAS-746    |
| 38  | 1966年 6月      | B面  | 真珠っ子                            | 植田俤子       | 船村徹         | 船村徹       | SAS-746    |
| 39  | 1966年 8月      | A面  | 絶唱                                | 西條八十       | 市川昭介       | 市川昭介     | SAS-767    |
| 39  | 1966年 8月      | B面  | 雨の中に消えて                      | 丘灯至夫       | 山路進一       | 山路進一     | SAS-767    |
| 40  | 1966年 11月     | A面  | ジングル・ベル                      | 丘灯至夫       | ピアポント     | 松尾健司     | SAS-803    |
| 40  | 1966年 11月     | B面  | おやすみ恋人よ                      | 丘灯至夫       | 山路進一       | 山路進一     | SAS-803    |
| 41  | 1966年 12月     | A面  | ブルー・トランペット                | 古野哲哉       | 船村徹         | 船村徹       | SAS-804    |
| 41  | 1966年 12月     | B面  | 話してごらんこの僕に                | 丘灯至夫       | 船村徹         | 船村徹       | SAS-804    |
| 42  | 1967年 1月      | A面  | 一心太助 江戸っ子祭り               | 関沢新一       | 山路進一       | 山路進一     | SAS-834    |
| 42  | 1967年 1月      | B面  | 淋しかないさ                        | 関沢新一       | 山路進一       | 山路進一     | SAS-834    |
| 43  | 1967年 3月      | A面  | 星の広場へ集まれ!                   | 古野哲哉       | 戸塚三博       | 大西修       | SAS-864    |
| 43  | 1967年 3月      | B面  | 北国の旅情                          | 西河克己       | 松尾健司       | 松尾健司     | SAS-864    |
| 44  | 1967年 6月      | A面  | 夏子の季節                          | 丘灯至夫       | 船村徹         | 船村徹       | SAS-883    |
| 44  | 1967年 6月      | B面  | あいつと私                          | 丘灯至夫       | 船村徹         | 船村徹       | SAS-883    |
| 45  | 1967年 7月      | A面  | 心こめて愛する人へ                  | 松山善三       | 船村徹         | 船村徹       | SAS-913    |
| 45  | 1967年 7月      | B面  | じっとしてると恋しい                | 松山善三       | 船村徹         | 船村徹       | SAS-913    |
| 46  | 1967年 8月      | A面  | 夕笛                                | 西條八十       | 船村徹         | 船村徹       | SAS-937    |
| 46  | 1967年 8月      | B面  | さんざしの花咲けば                  | 丘灯至夫       | 戸塚三博       | 戸塚三博     | SAS-937    |
| 47  | 1967年 11月     | A面  | センチメンタル・ボーイ              | 河端茂         | 山屋清         | 山屋清       | SAS-997    |
| 47  | 1967年 11月     | B面  | 愛につつまれて                      | 丘灯至夫       | 戸塚三博       | 戸塚三博     | SAS-997    |
| 48  | 1968年 1月      | A面  | くちなしのバラード                  | 万里村ゆき子   | 万里村ゆき子   | 河村利夫     | SAS-1013   |
| 48  | 1968年 1月      | B面  | 北風のビギン                        | 西沢爽         | 和田香苗       | 河村利夫     | SAS-1013   |
| 49  | 1968年 3月      | A面  | 残雪                                | 高峰雄作       | 戸塚三博       | 戸塚三博     | SAS-1047   |
| 49  | 1968年 3月      | B面  | 幸せよ急げ                          | 関沢新一       | 山路進一       | 山路進一     | SAS-1047   |
| 50  | 1968年 4月      | A面  | 知りたくないの                      | なかにし礼     | D.Robertson    | 河村利夫     | SAS-1068   |
| 50  | 1968年 4月      | B面  | 恋心                                | 早川清至       | E.Macias       | 河村利夫     | SAS-1068   |
| 51  | 1968年 5月      | A面  | 夜霧の果てに                        | 大倉宏之       | 船村徹         | 船村徹       | SAS-1104   |
| 51  | 1968年 5月      | B面  | 夢の中の恋人                        | 島田幸一       | 船村徹         | 船村徹       | SAS-1104   |
| 52  | 1968年 6月      | A面  | オレは坊っちゃん                    | 西條八十       | 船村徹         | 船村徹       | SAS-1128   |
| 52  | 1968年 6月      | B面  | 喧嘩鳶(野狐三次)                    | 村上元三       | 船村徹         | 船村徹       | SAS-1128   |
| 53  | 1968年 9月      | A面  | 荒城の月                            | 土井晩翠       | 瀧廉太郎       | 松尾健司     | SAS-1164   |
| 53  | 1968年 9月      | B面  | 赤とんぼ                            | 三木露風       | 山田耕筰       | 松尾健司     | SAS-1164   |
| 54  | 1968年 9月      | A面  | 銀色の恋                            | 西條八十       | 桜田誠一       | 桜田誠一     | SAS-1190   |
| 54  | 1968年 9月      | B面  | ふたりだけの街角                    | 高峰雄作       | 山路進一       | 山路進一     | SAS-1190   |
| 55  | 1969年 1月      | A面  | 青春の鐘                            | 丘灯至夫       | 古関裕而       | 古関裕而     | SAS-1222   |
| 55  | 1969年 1月      | B面  | 幸せを抱こう                        | 丘灯至夫       | 古関裕而       | 古関裕而     | SAS-1222   |
| 56  | 1969年 2月      | A面  | 永訣の詩                            | 横井弘         | 古賀政男       | 佐伯亮       | SAS-1251   |
| 56  | 1969年 2月      | B面  | 京の恋唄                            | 西條八十       | 竹岡信幸       | 佐伯亮       | SAS-1251   |
| 57  | 1969年 5月      | A面  | 追憶のブルース                      | 万里村ゆき子   | 戸塚三博       | 河村利夫     | SAS-1265   |
| 57  | 1969年 5月      | B面  | 素敵なあなた                        | 万里村ゆき子   | 戸塚三博       | 河村利夫     | SAS-1265   |
| 58  | 1969年 7月      | A面  | ああ!!桜田門                        | 西沢爽         | 船村徹         | 船村徹       | SAS-1303   |
| 58  | 1969年 7月      | B面  | 恋のお江戸の歌げんか                | 西沢爽         | 山路進一       | 山路進一     | SAS-1303   |
| 59  | 1969年 8月      | A面  | 夕映えのふたり                      | 丘灯至夫       | 現英生         | 現英生       | SAS-1325   |
| 59  | 1969年 8月      | B面  | 高原のひと                          | 丘灯至夫       | 現英生         | 現英生       | SAS-1325   |
| 60  | 1969年 12月     | A面  | 北国にひとり                        | 水木京子       | 水木京子       | 山屋清       | SAS-1373   |
| 60  | 1969年 12月     | B面  | いつか来るさよなら                  | 井上忠夫       | 井上忠夫       | 山路進一     | SAS-1373   |
| 61  | 1970年 4月      | A面  | 再会                                | 井上かつお     | 井上かつお     | 郷徹也       | SAS-1398   |
| 61  | 1970年 4月      | B面  | 心配だから来てみたけど              | 松山善三       | 万里村ゆき子   | 大西修       | SAS-1398   |
| 62  | 1970年 7月      | A面  | 青年の唄                            | 西川ひとみ     | 井上かつお     | 馬飼野俊一   | SAS-1429   |
| 62  | 1970年 7月      | B面  | うわさのあいつ                      | 西川ひとみ     | 井上かつお     | 馬飼野俊一   | SAS-1429   |
| 63  | 1970年 9月      | A面  | 紫のひと                            | 丘灯至夫       | 北原じゅん     | 斉藤恒夫     | SAS-1461   |
| 63  | 1970年 9月      | B面  | 東京みれん雨                        | 丘灯至夫       | 北原じゅん     | 斉藤恒夫     | SAS-1461   |
| 64  | 1970年 12月     | A面  | 霧の街                              | 丘灯至夫       | 水上勉         | 田辺信一     | SAS-1479   |
| 64  | 1970年 12月     | B面  | 二人の夜                            | 丘灯至夫       | 水上勉         | 田辺信一     | SAS-1479   |
| 65  | 1971年 4月      | A面  | あゝ名古屋城                        | 丘灯至夫       | 竹岡信幸       | 佐伯亮       | SAS-1510   |
| 66  | 1971年 5月      | A面  | 日曜日には赤い薔薇                  | 万里村ゆき子   | 長谷史彦       | 長谷史彦     | SAS-1527   |
| 66  | 1971年 5月      | B面  | 三本のローソク                      | 万里村ゆき子   | 長谷史彦       | 長谷史彦     | SAS-1527   |
| 67  | 1971年 8月      | A面  | 春の坂道                            | 泉漾太郎       | 古賀政男       | 佐伯亮       | SAS-1553   |
| 67  | 1971年 8月      | B面  | 里の花ふぶき                        | 橋本比禎子     | 古賀政男       | 佐伯亮       | SAS-1553   |
| 68  | 1971年 9月      | A面  | 初恋                                | 島崎藤村       | 若松甲         | 佐伯亮       | SAS-1563   |
| 68  | 1971年 9月      | B面  | あなたの故郷                        | 石本美由起     | 船村徹         | 船村徹       | SAS-1563   |
| 69  | 1972年 1月      | A面  | 遥かなる草原                        | 吉岡治         | 服部良一       | 小谷充       | SAS-1584   |
| 69  | 1972年 1月      | B面  | さりげない別れ                      | 吉岡治         | 服部良一       | 小谷充       | SAS-1584   |
| 70  | 1972年 3月      | A面  | 麦笛                                | ちあき哲也     | 宇崎竜童       | 馬飼野俊一   | SAS-1596   |
| 70  | 1972年 3月      | B面  | よみがえる夜明け                    | ちあき哲也     | 小谷充         | 馬飼野俊一   | SAS-1596   |
| 71  | 1972年 7月      | A面  | 帰郷                                | 横井弘         | 船村徹         | 船村徹       | SAS-1616   |
| 71  | 1972年 7月      | B面  | どこかへあなたと                    | 石井ケイ       | 水木まこと     | 小谷充       | SAS-1616   |
| 72  | 1972年 10月     | A面  | 流浪                                | 松坂直美       | 遠藤実         | 只野通泰     | SAS-1636   |
| 72  | 1972年 10月     | B面  | 青春                                | 丘灯至夫       | 遠藤実         | 只野通泰     | SAS-1636   |
| 73  | 1973年 1月      | A面  | 都井岬旅情                          | 黒木清次       | 服部良一       | 甲斐靖文     | SAS-1652   |
| 73  | 1973年 1月      | B面  | 白鳥                                | 横井弘         | 竹岡信幸       | 甲斐靖文     | SAS-1652   |
| 74  | 1973年 4月      | A面  | 少年いろの空                        | 井口愛         | 田村博正       | 甲斐靖文     | SAS-1668   |
| 74  | 1973年 4月      | B面  | 明日に向って走れ!                   | 吉岡治         | 小谷充         | 馬飼野俊一   | SAS-1668   |
| 75  | 1973年 7月      | A面  | 親不孝通り                          | 山川啓介       | いずみたく     | 小谷充       | SAS-1680   |
| 75  | 1973年 7月      | B面  | 俺が死ぬ日                          | 藤田敏雄       | いずみたく     | 小谷充       | SAS-1680   |
| 76  | 1973年 9月      | A面  | サンチャゴの鐘                      | 横井弘         | 船村徹         | 船村徹       | AA-7       |
| 76  | 1973年 9月      | B面  | 夏子                                | 古野哲哉       | 船村徹         | 栗田俊夫     | AA-7       |
| 77  | 1974年 9月      | A面  | 旅路                                | 丘灯至夫       | 遠藤実         | 斉藤恒夫     | AA-77      |
| 77  | 1974年 9月      | B面  | 寝顔                                | 西沢爽         | 遠藤実         | 斉藤恒夫     | AA-77      |
| 78  | 1975年 1月      | A面  | 愛の新雪                            | 石本美由起     | 佐伯亮         | 佐伯亮       | AA-100     |
| 78  | 1975年 1月      | B面  | 別れの瞳                            | 門田ゆたか     | 古関裕而       | 佐伯亮       | AA-100     |
| 79  | 1975年 4月      | A面  | むかえ火                            | 吉田旺         | 船村徹         | 栗田俊夫     | AA-115     |
| 79  | 1975年 4月      | B面  | 津和野川                            | 吉田旺         | 船村徹         | 船村徹       | AA-115     |
| 80  | 1975年 12月     | A面  | 許されるなら                        | 中山大三郎     | 中山大三郎     | あかのたちお | AA-164     |
| 80  | 1975年 12月     | B面  | 哀しみの旅                          | 古野哲哉       | 中山大三郎     | 佐伯亮       | AA-164     |
| 81  | 1976年 4月      | A面  | 別れの部屋                          | 里中さとる     | 岩鬼まさみ     | 山屋清       | AA-186     |
| 81  | 1976年 4月      | B面  | 噂めぐり                            | 里中さとる     | 里中さとる     | 山屋清       | AA-186     |
| 82  | 1976年 8月      | A面  | レマンのほとり                      | 石坂まさを     | 石坂まさを     | 竜崎孝路     | AK-18      |
| 82  | 1976年 8月      | B面  | 日曜の恋人                          | 石坂まさを     | 石坂まさを     | 竜崎孝路     | AK-18      |
| 83  | 1977年 1月      | A面  | 一葉舟                              | 鈴木晴彦       | 浜圭介         | 福井峻       | AK-42      |
| 83  | 1977年 1月      | B面  | 恋唄                                | すずきじろう   | 浜圭介         | 佐伯亮       | AK-42      |
| 84  | 1977年 6月      | A面  | 快傑!!児雷也                        | すずきじろう   | 渡辺宙明       | 渡辺宙明     | AK-71      |
| 84  | 1977年 6月      | B面  | さくら仁義                          | すずきじろう   | 幸田成夫       | 佐伯亮       | AK-71      |
| 85  | 1977年 8月      | A面  | 愛はまぼろし                        | 石坂まさを     | 石坂まさを     | 竜崎孝路     | AK-87      |
| 85  | 1977年 8月      | B面  | 君の手で花束を                      | 中村泰士       | 中村泰士       | 馬飼野俊一   | AK-87      |
| 86  | 1977年 11月     | A面  | 春哀し                              | 猪又良         | 船村徹         | 佐伯亮       | AK-101     |
| 86  | 1977年 11月     | B面  | 愛を探しに                          | 猪又良         | 船村徹         | 佐伯亮       | AK-101     |
| 87  | 1978年 6月      | A面  | 立ち話                              | 尾中美千絵     | 三木たかし     | 三木たかし   | AK-130     |
| 87  | 1978年 6月      | B面  | この胸に帰れ                        | 尾中美千絵     | 三木たかし     | 三木たかし   | AK-130     |
| 88  | 1979年 3月      | A面  | ららばい                            | 藤公之介       | 大野真澄       | 戸塚修       | AK-169     |
| 88  | 1979年 3月      | B面  | はぐれカモメ                        | 藤公之介       | 大野真澄       | 戸塚修       | AK-169     |
| 89  | 1980年 1月      | A面  | グッド・バイ・ソング                | 舟木一夫       | 舟木一夫       | 若草恵       | AK-214     |
| 89  | 1980年 1月      | B面  | 明日は明日で                        | 舟木一夫       | 舟木一夫       | 若草恵       | AK-214     |
| 90  | 1980年 10月     | A面  | どうしているかい                    | 吉法かずさ     | 徳久広司       | 竹村次郎     | AK-714     |
| 90  | 1980年 10月     | B面  | 秋着駅                              | 遠藤幸三       | 中村弘明       | 中村弘明     | AK-714     |
| 91  | 1981年 5月      | A面  | さんざしの花                        | 中山大三郎     | 中島薫         | 竜崎孝路     | AH-59      |
| 91  | 1981年 5月      | B面  | 日本海の見える町                    | 麻生香太郎     | 中島薫         | 竜崎孝路     | AH-59      |
| 92  | 1982年 6月      | A面  | 愛だなんて言うまえに                | 上田成幸       | 上田成幸       | 川口真       | AH-224     |
| 92  | 1982年 6月      | B面  | End・Love                           | 上田成幸       | 上田成幸       | 杉村俊博     | AH-224     |
| 93  | 1983年 4月      | A面  | つばさ                              | 上田成幸       | 上田成幸       | 杉村俊博     | AH-319     |
| 93  | 1983年 4月      | B面  | 青春ばなし                          | 上田成幸       | 上田成幸       | 青木望       | AH-319     |
| 94  | 1990年 9月21日  | 01   | 落日のあとで                        | 秋元康         | 徳久広司       | 竜崎孝路     | CODA-8591  |
| 94  | 1990年 9月21日  | 02   | 風のワルツ                          | 秋元康         | 徳久広司       | 竜崎孝路     | CODA-8591  |
| 95  | 1991年 11月21日 | 01   | 友よ                                | 秋元康         | 杉本真人       | 竜崎孝路     | CODA-8947  |
| 95  | 1991年 11月21日 | 02   | いつか愛したおまえ                  | 秋元康         | 杉本真人       | 竜崎孝路     | CODA-8947  |
| 96  | 1992年 6月1日   | 01   | 人生半分                            | 秋元康         | 杉本真人       | 竜崎孝路     | CODA-24    |
| 96  | 1992年 6月1日   | 02   | これから                            | 秋元康         | 杉本真人       | 竜崎孝路     | CODA-24    |
| 97  | 1993年 5月21日  | 01   | 泣かないで                          | たきのえいじ   | 杉本真人       | 竜崎孝路     | CODA-191   |
| 97  | 1993年 5月21日  | 02   | 北の道しるべ                        | たきのえいじ   | 杉本真人       | 前田俊明     | CODA-191   |
| 98  | 1994年 1月21日  | 01   | ありがとう あなた                   | 建石一         | 津村泰彦       | 竜崎孝路     | CODA-296   |
| 98  | 1994年 1月21日  | 02   | めぐり逢う日を…                     | 建石一         | 津村泰彦       | 竜崎孝路     | CODA-296   |
| 99  | 1995年 9月21日  | 01   | 風、好きに吹け〜迷夢本望〜          | 小椋佳         | 小椋佳         | 甲斐正人     | CODA-701   |
| 99  | 1995年 9月21日  | 02   | 最後の恋                            | 小椋佳         | 小椋佳         | 甲斐正人     | CODA-701   |
| 100 | 1996年 6月21日  | 01   | Love Letters                        | 吉田旺         | V.Young        | 竜崎孝路     | CODA-950   |
| 100 | 1996年 6月21日  | 02   | RAMONA                              | みずたにじゅん | M.Wayne        | 竜崎孝路     | CODA-950   |
| 101 | 1996年 12月28日 | 01   | 想春                                | 川内康範       | 遠藤実         | 竜崎孝路     | CODA-1081  |
| 101 | 1996年 12月28日 | 02   | いつでも青春                        | 川内康範       | 遠藤実         | 竜崎孝路     | CODA-1081  |
| 102 | 1997年 8月21日  | 01   | 君へ心こめて                        | 上田成幸       | 上田成幸       | 竜崎孝路     | CODA-1289  |
| 102 | 1997年 8月21日  | 02   | 29小説の挽歌                        | 上田成幸       | 上田成幸       | 竜崎孝路     | CODA-1289  |
| 103 | 1999年 1月21日  | 01   | 君よ 振りむくな                     | 上田成幸       | 上田成幸       | 杉本健       | CODA-1689  |
| 103 | 1999年 1月21日  | 02   | 明日は明日で                        | 舟木一夫       | 舟木一夫       | 平野融       | CODA-1689  |
| 104 | 1999年 7月17日  | 01   | 燃えよドラゴンズ!'99                | 山本正之       | 山本正之       | 神保雅彰     | CODA-1766  |
| 104 | 1999年 7月17日  | 02   | ROCK'N ROLL ふるさと                | 上田成幸       | 上田成幸       | 戸塚修       | CODA-1766  |
| 104 | 1999年 7月17日  | 03   | 燃えよドラゴンズ!'99 韓国三銃士     | 山本正之       | 山本正之       | 神保雅彰     | CODA-1766  |
| 105 | 2000年 1月21日  | 01   | 想い出カフェ・オ・レ                | 上田成幸       | 上田成幸       | 平野融       | CODA-1818  |
| 105 | 2000年 1月21日  | 02   | どうせ On The Rock                  | 舟木一夫       | 舟木一夫       | 吉迫浩介     | CODA-1818  |
| 106 | 2000年 10月6日  | 01   | 蜃気楼                              | 上田成幸       | 上田成幸       | 杉本健       | CODA-1888  |
| 106 | 2000年 10月6日  | 02   | さよならの朝に                      | 上田成幸       | 上田成幸       | 陶山進       | CODA-1888  |
| 107 | 2002年 5月18日  | 01   | 浮世まかせ                          | 上田成幸       | 上田成幸       | 杉村俊博     | CODA-2043  |
| 107 | 2002年 5月18日  | 02   | ありがとうも さようならも           | 上田成幸       | 水沢弘之       | 陶山進       | CODA-2043  |
| 108 | 2004年 7月21日  | 01   | 恋唄                                | すずきじろう   | 浜圭介         | 竜崎孝路     | COCA-15497 |
| 108 | 2004年 7月21日  | 02   | たそがれの人                        | 安部幸子       | 山路進一       | 矢野立美     | COCA-15497 |
| 109 | 2006年 7月19日  | 01   | 船頭小唄                            | 野口雨情       | 中山晋平       | 竜崎孝路     | COCA-15914 |
| 109 | 2006年 7月19日  | 02   | 燦めく星座                          | 佐伯孝夫       | 佐々木俊一     | 竜崎孝路     | COCA-15914 |
| 110 | 2012年 1月1日   | 01   | 明日咲くつぼみに                    | 永六輔         | 久米大作       | 杉村俊博     | COCA-16527 |
| 110 | 2012年 1月1日   | 02   | 浮世まかせ (2012年新録音)           | 上田成幸       | 上田成幸       | 杉村俊博     | COCA-16527 |
| 111 | 2014年 6月18日  | 01   | 眠らない青春                        | 舟木一夫       | 川崎浩史       | 杉村俊博     | COCA-16823 |
| 111 | 2014年 6月18日  | 02   | 恋人形                              | 舟木一夫       | 山路進一       | 杉村俊博     | COCA-16823 |
| 112 | 2015年 5月27日  | 01   | 春はまた君を彩る                    | 松井五郎       | 南こうせつ     | 佐藤準       | COCA-17036 |
| 112 | 2015年 5月27日  | 02   | そばにいるから                      | 松井五郎       | 南こうせつ     | 佐藤準       | COCA-17036 |
| 113 | 2017年 1月25日  | 01   | みんな旅人                          | 舟木一夫       | 舟木一夫       | 杉村俊博     | COCA-17248 |
| 113 | 2017年 1月25日  | 02   | 下町どこさ                          | 舟木一夫       | 舟木一夫       | 杉村俊博     | COCA-17248 |
| 114 | 2018年 7月4日   | 01   | 「その人は昔」のテーマ              | 松山善三       | 船村徹         | 杉村俊博     | COCA-17471 |
| 114 | 2018年 7月4日   | 02   | ROCK'N ROLL ふるさと (2018年新録音) | 舟木一夫       | 舟木一夫       | 杉村俊博     | COCA-17471 |
| 115 | 2022年 12月7日  | 01   | 湖愁                                | 宮川哲夫       | 渡久地政信     | 杉村俊博     | COCA-18058 |
| 115 | 2022年 12月7日  | 02   | 浮世まかせ (60周年ライブVer.)       | 上田成幸       | 上田成幸       | 杉村俊博     | COCA-18058 |

#### デュエット・シングル
| 発売日     | デュエット | 曲順 | タイトル     | 作詞     | 作曲   | 編曲   | 規格品番 |
| ---------- | ---------- | ---- | ------------ | -------- | ------ | ------ | -------- |
| 1983年 5月 | 内藤洋子   | A面  | 恋のホロッポ | 松山善三 | 船村徹 | 船村徹 | AK-804   |
| 1983年 5月 | 内藤洋子   | B面  | 今度の日曜日 | 松山善三 | 船村徹 | 船村徹 | AK-804   |

#### 企画シングル
| 発売日         | 名義                                                     | 曲順 | タイトル                  | 作詞       | 作曲     | 編曲     | 規格品番  |
| -------------- | -------------------------------------------------------- | ---- | ------------------------- | ---------- | -------- | -------- | --------- |
| 1964年 3月     | 舟木一夫 青山和子 草野士郎 コロムビア・ローズ 本間千代子 | B面  | さあさ踊ろよ              | 西條八十   | 市川昭介 | 市川昭介 | SAS-200   |
| 1964年 7月     | 舟木一夫 コロムビア・ローズ 本間千代子 高橋元太郎        | A面  | 夢のハワイで盆踊り        | 関沢新一   | 船村徹   | 船村徹   | SAS-315   |
| 1975年 4月     | 美空ひばり 島倉千代子 舟木一夫 都はるみ 大川栄策         | A面  | 日本晴ればれ音頭          | 石本美由起 | 古関裕而 | 佐伯亮   | AA-114    |
| 2000年 8月23日 | 御三家(G3K)                                              | 01   | 小さな手紙                | 白峰美津子 | 松本俊明 | 岩﨑元是 | CODA-1898 |
| 2000年 8月23日 | -                                                        | 02   | 小さな手紙 (舟木一夫Ver.) | 白峰美津子 | 松本俊明 | 岩﨑元是 | CODA-1898 |

#### 4曲入りEP
| 発売日         | アルバム名                | 曲順 | タイトル       | 作詞         | 作曲      | 編曲     | 規格品番 |
| -------------- | ------------------------- | ---- | -------------- | ------------ | --------- | -------- | -------- |
| 1964年 2月1日  | 舟木一夫の 真白き富士の根 | A面  | 真白き富士の根 | 三角錫子     | J.Ingalls | 小川俊彦 | ASS-57   |
| 1964年 2月1日  | 舟木一夫の 真白き富士の根 | A面  | 琵琶湖周航の歌 | 小口太郎     | 吉田千秋  | 小川俊彦 | ASS-57   |
| 1964年 2月1日  | 舟木一夫の 真白き富士の根 | B面  | ゴンドラの唄   | 吉井勇       | 中山晋平  | 小川俊彦 | ASS-57   |
| 1964年 2月1日  | 舟木一夫の 真白き富士の根 | B面  | 宵待草         | 竹久夢二     | 多忠亮    | 小川俊彦 | ASS-57   |
| 1966年 11月1日 | 舟木一夫の 新吾十番勝負   | A面  | 新吾十番勝負   | 植田俤子     | 安藤実親  | 安藤実親 | ASS-216  |
| 1966年 11月1日 | 舟木一夫の 新吾十番勝負   | A面  | ふたつちがい   | 万里村ゆき子 | 船村徹    | 船村徹   | ASS-216  |
| 1966年 11月1日 | 舟木一夫の 新吾十番勝負   | B面  | 雪国へ         | 植田俤子     | 山路進一  | 山路進一 | ASS-216  |
| 1966年 11月1日 | 舟木一夫の 新吾十番勝負   | B面  | 花の応援       | 丘灯至夫     | 遠藤実    | 遠藤実   | ASS-216  |
| 1966年 12月1日 | 舟木一夫の 絶唱           | A面  | 絶唱           | 西條八十     | 市川昭介  | 市川昭介 | ASS-218  |
| 1966年 12月1日 | 舟木一夫の 絶唱           | A面  | 帰る           | 植田俤子     | 山路進一  | 山路進一 | ASS-218  |
| 1966年 12月1日 | 舟木一夫の 絶唱           | B面  | 雨の中に消えて | 丘灯至夫     | 山路進一  | 山路進一 | ASS-218  |
| 1966年 12月1日 | 舟木一夫の 絶唱           | B面  | 高校生音頭     | 丘灯至夫     | 遠藤実    | 遠藤実   | ASS-218  |

### アルバム

#### オリジナル・アルバム
| 発売日         | タイトル                                      | 規格   | 規格品番    |
| -------------- | --------------------------------------------- | ------ | ----------- |
| 1963年11月1日  | 舟木一夫の花のステージ                        | LP     | ALS-4014    |
| 1964年6月1日   | 舟木一夫の花のステージ(第2集)                 | LP     | ALS-4036    |
| 1965年7月1日   | 舟木一夫の花のステージ(第3集)                 | LP     | ALS-4082    |
| 1966年3月1日   | 舟木一夫の花のステージ(第4集)                 | LP     | ALS-4152    |
| 1966年11月10日 | こころのステレオ その人は昔－東京の空の下で－ | LP     | ALS-5035    |
| 1988年11月21日 | こころのステレオ その人は昔－東京の空の下で－ | CD     | 28CA-2684   |
| 1993年4月21日  | こころのステレオ その人は昔－東京の空の下で－ | CD     | COCA-10750  |
| 2016年2月17日  | こころのステレオ その人は昔－東京の空の下で－ | CD     | COCP-39433  |
| 1966年9月1日   | 舟木一夫の花のステージ(第5集)                 | LP     | ALS-4187    |
| 1967年6月1日   | 舟木一夫の花のステージ(第6集)                 | LP     | ALS-4230    |
| 1967年12月1日  | 舟木一夫の花のステージ(第7集)                 | LP     | ALS-4285    |
| 1968年10月5日  | こころのステレオ(第二集) 雪のものがたり       | LP     | ALS-5072    |
| 2016年2月17日  | こころのステレオ(第二集) 雪のものがたり       | CD     | COCP-39434  |
| 1968年12月1日  | 舟木一夫の花のステージ(第8集)                 | LP     | ALS-4374    |
| 1969年2月1日   | ワンダフル・ボーイ                            | LP     | ALS-5087    |
| 2014年9月3日   | ワンダフル・ボーイ                            | CD     | TWCP-81     |
| 1970年7月1日   | 再会〜舟木一夫の花のステージ(第9集)〜         | LP     | ALS-4519    |
| 1971年3月1日   | 舟木一夫 花のステージ(第10集)                 | LP     | ALS-4565    |
| 1972年6月      | 日本の四季〜舟木一夫 西条八十の世界を歌う〜   | LP     | ALS-5175    |
| 1993年4月21日  | 日本の四季〜舟木一夫 西条八十の世界を歌う〜   | CD     | COCA-10751  |
| 1973年6月25日  | 宵待草 竹久夢二の郷愁                         | LP     | ALS-5216    |
| 2019年7月24日  | 宵待草 竹久夢二の郷愁                         | CD     | COCP-40911  |
| 1973年8月1日   | 舟木一夫 花のステージ(第11集)                 | LP     | ALS-5255    |
| 1974年10月1日  | 舟木一夫の新しい名刺〜友情〜                  | LP     | ACE-7068    |
| 1975年4月25日  | 暦(十二ヶ月の愛の詩)                          | LP     | ACE-7099    |
| 1993年4月21日  | 暦(十二ヶ月の愛の詩)                          | CD     | COCA-10752  |
| 2017年11月22日 | 暦(十二ヶ月の愛の詩)                          | UHQCD  | COCP-40170  |
| 1975年12月25日 | 愛と別れの12章                                | LP     | AP-7027     |
| 2013年6月26日  | 愛と別れの12章                                | CD     | COCP-38163  |
| 2017年11月22日 | 愛と別れの12章                                | UHQCD  | COCP-40171  |
| 1976年8月25日  | レマンのほとり                                | LP     | AP-7074     |
| 2017年11月22日 | レマンのほとり                                | UHQCD  | COCP-40173  |
| 1977年2月25日  | 一葉舟                                        | LP     | AX-7051     |
| 2013年6月26日  | 一葉舟                                        | CD     | COCP-38164  |
| 2017年11月22日 | 一葉舟                                        | UHQCD  | COCP-40174  |
| 1977年6月25日  | 歌手生活15周年記念 限りない青春の季節         | LP-BOX | AZ-7046〜55 |
| 1977年9月25日  | 愛はまぼろし                                  | LP     | AX-7087     |
| 2013年6月26日  | 愛はまぼろし                                  | CD     | COCP-38165  |
| 2017年11月22日 | 愛はまぼろし                                  | UHQCD  | COCP-40175  |
| 1980年1月25日  | 29小節の挽歌                                  | LP     | AX-7224     |
| 2017年11月22日 | 29小節の挽歌                                  | UHQCD  | COCP-40176  |
| 1981年3月      | どうしているかい                              | LP     | AF-7037     |
| 1982年6月      | WHITE                                         | LP     | AF-7125     |
| 1995年4月1日   | WHITE                                         | CD     | COCA-12593  |
| 2017年9月13日  | WHITE                                         | UHQCD  | COCP-40100  |
| 1983年4月      | WHITE II                                      | LP     | AF-7185     |
| 1995年4月1日   | WHITE II                                      | CD     | COCA-12594  |
| 2017年9月13日  | WHITE II                                      | UHQCD  | COCP-40101  |
| 1998年5月21日  | WHITE III                                     | CD     | COCA-15115  |
| 2017年9月13日  | WHITE III                                     | UHQCD  | COCP-40102  |

#### リメイク・アルバム
| 発売日        | タイトル                 | 規格 | 規格品番   |
| ------------- | ------------------------ | ---- | ---------- |
| 1994年3月21日 | 青春の日々〜今、新しく〜 | CD   | COCA-11560 |

#### カバー・アルバム
| 発売日         | タイトル                                    | 規格  | 規格品番       |
| -------------- | ------------------------------------------- | ----- | -------------- |
| 1965年11月1日  | 舟木一夫と若い民謡                          | LP    | ALS-4122       |
| 1967年11月1日  | ひとりぼっち〜舟木一夫の夜〜                | LP    | ALS-4295       |
| 1968年6月1日   | ひとりぼっち(第2集)〜舟木一夫 想い出の歌〜  | LP    | ALS-4349       |
| 1969年6月1日   | ひとりぼっち(第3集)〜舟木一夫 懐しの歌〜    | LP    | ALS-4419       |
| 1970年6月1日   | ひとりぼっち(第4集)〜舟木一夫と世界の歌〜   | LP    | ALS-4506       |
| 1970年10月1日  | ひとりぼっち(第5集)〜舟木一夫と大都会の夜〜 | LP    | ALS-4537       |
| 1971年12月     | 初恋～舟木一夫 抒情歌謡をうたう             | LP    | ALS-5169       |
| 2003年7月23日  | 初恋～舟木一夫 抒情歌謡をうたう             | CD    | COCP-32274     |
| 1972年11月1日  | 渡世人〜舟木一夫 三度笠を歌う〜             | LP    | ALS-5187       |
| 1976年6月25日  | 花もよう                                    | LP    | AP-7056        |
| 2004年8月25日  | 花もよう                                    | CD    | COCA-71044     |
| 2017年11月22日 | 花もよう                                    | UHQCD | COCP-40172     |
| 1997年7月19日  | 心に沁みた流行歌〜35thに〜                  | CD    | COCA-14318     |
| 2009年2月18日  | 名曲カバー傑作撰                            | CD    | COCP-35415〜16 |
| 2012年8月22日  | カバーソング スペシャルセレクション         | CD    | COCP-37528     |

#### ライブ・アルバム
| 発売日         | タイトル                                                                                     | 規格 | 規格品番       |
| -------------- | -------------------------------------------------------------------------------------------- | ---- | -------------- |
| 1975年7月25日  | 舟木一夫 映画音楽を唄う                                                                      | LP   | ACE-7112       |
| 2014年9月3日   | 舟木一夫 映画音楽を唄う                                                                      | CD   | TWCP-82        |
| 1977年12月25日 | 限りない青春の季節 15周年記念リサイタル                                                      | LP   | AZ-7060〜61    |
| 2014年9月3日   | 限りない青春の季節 15周年記念リサイタル                                                      | CD   | TWCP-83〜84    |
| 1977年1月25日  | 舟木一夫リサイタル'76                                                                        | LP   | AZ-7038〜39    |
| 2014年9月3日   | 舟木一夫リサイタル'76                                                                        | CD   | TWCP-85〜86    |
| 1978年5月      | ふれんどコンサートI                                                                          | LP   | AX-7152        |
| 2011年3月23日  | 舟木一夫コンサート 2010ファイナル                                                            | CD   | COCP-36704     |
| 2013年2月27日  | 芸能生活50周年記念 舟木一夫コンサート〜ありがとう そして明日へ〜                             | CD   | COCP-37907     |
| 2014年2月19日  | 舟木一夫コンサート 2013ファイナル                                                            | CD   | COCP-38418〜19 |
| 2014年9月3日   | シアターコンサート2014 ヒットパレード/遠藤実スペシャル〜七回忌に偲ぶ〜「決して散らない花々」 | CD   | COCP-38682〜83 |
| 2015年11月18日 | シアターコンサート2015 ヒットパレード/〜演歌の旅人〜船村徹の世界                             | CD   | COCP-39305〜06 |
| 2016年10月19日 | シアターコンサート2016 ヒットパレード/美空ひばりスペシャル〜ひばりが翔んだ日々〜             | CD   | COCP-39714〜15 |
| 2018年1月31日  | 芸能生活55周年記念 舟木一夫コンサート 2017ファイナル                                         | CD   | COCP-40252〜53 |
| 2019年2月27日  | シアターコンサート2018 ヒットパレード/日本の名曲たち「ふるさとの…」                          | CD   | COCP-40731〜32 |
| 2020年2月26日  | スペシャルコンサート2019                                                                     | CD   | COCP-41084〜85 |
| 2020年8月26日  | LIVE SELECTION 2012-2019                                                                     | CD   | COCP-41234     |
| 2021年6月23日  | 『シアターコンサート』名曲選                                                                 | CD   | COCP-41482     |
| 2022年11月16日 | 芸能生活60周年記念コンサート                                                                 | CD   | COCP-41888〜90 |
| 2024年3月6日   | 舟木一夫コンサート 2023ファイナル                                                            | CD   | COCP-42207〜09 |
| 2024年5月1日   | LIVE SELECTION〜Original 30 Songs〜                                                          | CD   | COCP-42253〜54 |

#### ベスト・アルバム
| 発売日         | タイトル                                        | 規格品番        |
| -------------- | ----------------------------------------------- | --------------- |
| 1988年6月21日  | 高校三年生                                      | 28CA-2337       |
| 1990年10月21日 | 全曲集 落日のあとで                             | COCA-6730       |
| 1991年11月21日 | 全曲集 友よ                                     | COCA-9134       |
| 1992年10月21日 | 全曲集 人生半分                                 | COCA-10312      |
| 1993年2月21日  | ツイン・パック                                  | COCA-10611〜12  |
| 1993年5月21日  | 特選集 泣かないで                               | COCA-10736      |
| 1993年10月21日 | 全曲集 泣かないで                               | COCA-11197      |
| 1994年5月21日  | ベスト・セレクション〜ありがとう あなた         | COCA-11674      |
| 1994年8月21日  | ツイン・パック〜ありがとう あなた               | COCA-11901〜02  |
| 1994年11月21日 | 全曲集〜ありがとう あなた                       | COCA-12022      |
| 1995年5月20日  | 特選集〜ありがとう あなた                       | COCA-12512      |
| 1995年8月19日  | 私の選んだベスト10                              | COCA-12772      |
| 1995年11月21日 | 全曲集 風、好きに吹け〜迷夢本望〜               | COCA-12952      |
| 1995年12月1日  | B面コレクション                                 | COCA-13069      |
| 1996年2月21日  | あなたの選んだベスト10                          | COCA-13162      |
| 1996年5月21日  | 特選集 風、好きに吹け〜迷夢本望〜               | COCA-13322      |
| 1996年8月21日  | ツイン・パック 風、好きに吹け〜迷夢本望〜       | COCA-13606〜07  |
| 1996年10月19日 | 全曲集 Love Letters                             | COCA-13782      |
| 1997年4月19日  | 特選集 想春                                     | COCA-14126      |
| 1997年5月21日  | デビュー35周年記念 オリジナル・ベスト50         | COCA-14184〜86  |
| 1997年10月21日 | 全曲集 君へ心こめて                             | COCA-14554      |
| 1998年4月21日  | 特選集 君へ心こめて                             | COCA-14946      |
| 1998年8月1日   | ツイン・パック 君へ心こめて                     | COCA-15333〜34  |
| 1998年10月21日 | 全曲集 絶唱                                     | COCP-30090      |
| 1999年2月20日  | ゴールデンベスト                                | COCA-70189      |
| 1999年5月21日  | 特選集〜君よ 振りむくな                         | COCP-30379      |
| 1999年7月17日  | ベストセレクション50                            | COCP-30507〜09  |
| 1999年10月21日 | 全曲集〜君よ 振りむくな                         | COCP-30631      |
| 2000年1月21日  | ソング・セレクション－魅力のすべて2000－        | COCP-30809      |
| 2000年9月1日   | 全曲集2000 小さな手紙                           | COCP-31042      |
| 2000年11月18日 | ツイン・パック 蜃気楼                           | COCP-31181〜82  |
| 2001年5月19日  | 特選ベスト 蜃気楼                               | COCP-31265      |
| 2001年10月20日 | 全曲集 蜃気楼                                   | COCP-31640      |
| 2002年10月19日 | 全曲集 浮世まかせ                               | COCP-31952      |
| 2002年12月4日  | コロムビア音得盤シリーズ                        | COCA-70282      |
| 2003年11月19日 | 全曲集 浮世まかせ                               | COCP-32393〜94  |
| 2004年6月23日  | 特選集 浮世まかせ                               | COCP-32703〜04  |
| 2004年10月20日 | 全曲集 恋唄                                     | COCP-32896      |
| 2005年7月20日  | スペシャルベスト                                | COZA-135〜36    |
| 2005年10月19日 | 全曲集                                          | COCP-33362      |
| 2006年6月21日  | ゴールデンベスト                                | COCP-33647      |
| 2006年6月28日  | ドーナツ盤メモリー                              | COCA-71095      |
| 2006年10月18日 | 全曲集 船頭小唄                                 | COCP-33934      |
| 2007年1月24日  | 舟木一夫 魅力のすべて                           | COCA-71114〜15  |
| 2007年11月21日 | 全曲集                                          | COCP-34545      |
| 2008年5月21日  | ゴールデンベスト                                | COCP-34945      |
| 2008年10月22日 | 全曲集                                          | COCP-35214      |
| 2009年5月20日  | スーパーベスト                                  | COCP-35592      |
| 2009年10月21日 | 全曲集                                          | COCP-35835      |
| 2010年7月21日  | ヒット曲集2010                                  | COCP-36262      |
| 2010年10月20日 | 全曲集                                          | COCP-36477      |
| 2011年11月23日 | 全曲集2011                                      | COCP-36986      |
| 2012年1月1日   | WHITE スペシャルセレクション                    | COCP-37116      |
| 2012年5月23日  | プレミアム・ベスト2012                          | COCP-37327      |
| 2012年8月22日  | 時代劇ソング スペシャルセレクション             | COCP-37529      |
| 2012年11月21日 | 全曲集 明日咲くつぼみに                         | COCP-37615      |
| 2013年2月20日  | ツイン・パック                                  | COCP-37840〜41  |
| 2013年5月22日  | プレミアム・ベスト2013                          | COCP-37999      |
| 2013年6月5日   | ファン選定!舟木一夫ベスト・セレクション TOP1→30 | COCP-38022〜23  |
| 2013年8月21日  | ポップソング スペシャルセレクション             | COCP-38147〜48  |
| 2013年10月23日 | 全曲集2013                                      | COCP-38222      |
| 2014年5月21日  | プレミアム・ベスト2014                          | COCP-38522      |
| 2014年9月3日   | 抒情歌謡を歌う〜絶唱、夕笛、初恋…〜             | COCP-38684〜85  |
| 2014年10月22日 | 全曲集 眠らない青春                             | COCP-38808      |
| 2015年2月18日  | 究極ベスト                                      | COCP-38996      |
| 2015年7月22日  | ダブル・ベスト☆オリジナル&カバーズ              | COCP-39186〜87  |
| 2015年8月19日  | 舟木一夫 船村徹を唄う〜その人は昔〜             | COCP-39230      |
| 2015年10月21日 | 全曲集 春はまた君を彩る                         | COCP-39275      |
| 2016年6月22日  | ツイン・パック                                  | COCP-39588〜89  |
| 2016年11月23日 | 全曲集2016                                      | COCP-39716      |
| 2017年1月25日  | 丘灯至夫生誕100年記念 舟木一夫 丘灯至夫を唄う   | COCP-39844〜46  |
| 2017年6月21日  | スペシャルベスト                                | COZP-1331〜32   |
| 2017年10月18日 | 全曲集 みんな旅人                               | COCP-40119      |
| 2018年10月24日 | 全曲集「その人は昔」のテーマ                    | COCP-40510      |
| 2019年6月19日  | 令和ツイン・パック                              | COCP-40842〜43  |
| 2019年9月11日  | CDコレクション：シングルコレクション 特別篇     | COCP-40968〜69  |
| 2019年10月23日 | 全曲集2020                                      | COCP-40971      |
| 2020年10月21日 | 全曲集2021                                      | COCP-41257      |
| 2021年10月20日 | 全曲集2022                                      | COCP-41587      |
| 2021年11月24日 | ファンが選んだ!舟木一夫ベストセレクション50     | COCP-41619〜21  |
| 2022年10月19日 | 全曲集2023                                      | COCP-41850      |
| 2023年5月24日  | レア・セレクション 1963-1977                    | COCP-42011〜13  |
| 2023年10月11日 | レア・セレクション Vol.2                        | COCP-42098〜100 |
| 2023年10月18日 | 全曲集 湖愁                                     | COCP-42102      |
| 2024年10月23日 | 全曲集2025                                      | COCP-42363      |
| 2024年12月11日 | 80歳誕生日記念 スペシャルセレクション           | COCP-42392〜93  |

#### CD-BOX
| 発売日         | タイトル                                                                | 規格品番       |
| -------------- | ----------------------------------------------------------------------- | -------------- |
| 1992年5月21日  | 歌手生活30周年記念 舟木一夫大全集－陽射し・旅人                         | COCA-9906〜15  |
| 1997年11月21日 | デビュー35周年記念 舟木一夫全集                                         | COCA-14708〜12 |
| 2012年1月1日   | 芸能生活50周年記念 プレミアムBOX〜ありがとう そして明日へ〜             | COZP-605〜10   |
| 2017年1月25日  | 芸能生活55周年記念 CDコレクション 前篇：名作家達によるオリジナル全集    | COCP-39839〜43 |
| 2017年7月26日  | 芸能生活55周年記念 CDコレクション 後篇：シングルコレクション 1963〜2017 | COCP-40023〜27 |
| 2022年1月19日  | 芸能生活60周年記念 シングルセレクション 1963-2022                       | COCP-41683〜87 |
| 2022年1月19日  | 芸能生活60周年記念 アルバムソングセレクション 1963-2022                 | COCP-41688〜92 |

### 映像作品

#### テレビ
| 発売日        | タイトル        | 規格 | 規格品番  |
| ------------- | --------------- | ---- | --------- |
| 2000年9月21日 | 青春の軌跡・I   | VHS  | COVA-6441 |
| 2017年4月26日 | 青春の軌跡・I   | DVD  | COBA-6945 |
| 2000年9月21日 | 青春の軌跡・II  | VHS  | COVA-6442 |
| 2017年4月26日 | 青春の軌跡・II  | DVD  | COBA-6946 |
| 2000年9月21日 | 青春の軌跡・III | VHS  | COVA-6443 |
| 2017年4月26日 | 青春の軌跡・III | DVD  | COBA-6947 |

#### ライブ
| 発売日         | タイトル                                                                                     | 規格    | 規格品番      |
| -------------- | -------------------------------------------------------------------------------------------- | ------- | ------------- |
| 2001年2月21日  | 舟木一夫オンステージ2000－21世紀へ向けて－                                                   | VHS     | COVA-6493     |
| 2001年2月21日  | 舟木一夫オンステージ2000－21世紀へ向けて－                                                   | DVD     | COBA-4076     |
| 2001年7月20日  | 素顔の魅力                                                                                   | VHS     | COVA-6562     |
| 2004年10月20日 | 素顔の魅力                                                                                   | DVD     | COBA-4327     |
| 2003年7月23日  | 舟木一夫オンステージ ファイナルコンサート2001                                                | VHS     | COVA-6629     |
| 2003年7月23日  | 舟木一夫オンステージ ファイナルコンサート2001                                                | DVD     | COBA-4226     |
| 2003年7月23日  | 芸能生活40周年記念 舟木一夫リサイタル〜舟木一夫 惑わず40年〜                                 | VHS     | COVA-6657     |
| 2003年7月23日  | 芸能生活40周年記念 舟木一夫リサイタル〜舟木一夫 惑わず40年〜                                 | DVD     | COBA-4227     |
| 2005年4月20日  | 赤い詰襟コンサート                                                                           | VHS     | COVA-6824     |
| 2005年4月20日  | 赤い詰襟コンサート                                                                           | DVD     | COBA-4405     |
| 2006年1月18日  | 舟木一夫DVDコレクション                                                                      | DVD     | COBA-4485     |
| 2006年3月22日  | 赤い詰襟コンサートファイナル                                                                 | VHS     | COVA-6847     |
| 2006年3月22日  | 赤い詰襟コンサートファイナル                                                                 | DVD     | COBA-4507     |
| 2007年6月20日  | 芸能生活45周年記念コンサート                                                                 | VHS     | COVA-6867     |
| 2007年6月20日  | 芸能生活45周年記念コンサート                                                                 | DVD     | COBA-4657     |
| 2011年3月23日  | 舟木一夫コンサート 2010ファイナル                                                            | DVD     | COBA-5994     |
| 2012年12月5日  | 芸能生活50周年記念 舟木一夫コンサート〜ありがとう そして明日へ〜                             | DVD     | COBA-6362     |
| 2014年2月19日  | 舟木一夫コンサート 2013ファイナル                                                            | DVD     | COBA-6534     |
| 2014年9月3日   | シアターコンサート2014 ヒットパレード/遠藤実スペシャル〜七回忌に偲ぶ〜「決して散らない花々」 | DVD     | COBA-6606     |
| 2015年3月18日  | 舟木一夫 オン・ザ・ロード2014                                                                | DVD     | COBA-6742     |
| 2015年11月18日 | シアターコンサート2015 ヒットパレード/〜演歌の旅人〜船村徹の世界                             | DVD     | COBA-6867     |
| 2016年10月19日 | シアターコンサート2016 ヒットパレード/美空ひばりスペシャル〜ひばりが翔んだ日々〜             | DVD     | COBA-6907     |
| 2018年1月31日  | 芸能生活55周年記念 舟木一夫コンサート 2017ファイナル                                         | DVD     | COBA-7008     |
| 2018年11月21日 | LIVE SELECTION〜「その人は昔」のテーマ〜                                                     | DVD     | COBA-7052     |
| 2019年2月27日  | シアターコンサート2018 ヒットパレード/日本の名曲たち「ふるさとの…」                          | DVD     | COBA-7065     |
| 2020年2月26日  | スペシャルコンサート2019                                                                     | DVD     | COBA-7151     |
| 2020年8月26日  | LIVE SELECTION 2012-2019                                                                     | DVD     | COBA-7168     |
| 2021年6月23日  | 『シアターコンサート』名曲選                                                                 | DVD     | COBA-7225     |
| 2022年11月16日 | 芸能生活60周年記念コンサート                                                                 | DVD     | COBA-7309〜10 |
| 2022年12月7日  | "Anniversary Live" SPECIAL BOX                                                               | DVD-BOX | COBA-7316〜19 |
| 2024年3月6日   | 舟木一夫コンサート 2023ファイナル                                                            | DVD     | COBA-7393〜94 |
| 2024年9月4日   | LIVE SELECTION〜中野サンプラザLIVE映像集〜                                                   | DVD     | COBA-7442〜43 |

#### ミュージック・ビデオ
| 発売日        | タイトル             | 規格 | 規格品番      |
| ------------- | -------------------- | ---- | ------------- |
| 2002年1月19日 | 舟木一夫ヒット全曲集 | DVD  | COBA-4149〜50 |

### タイアップ曲
| 年     | 楽曲                   | タイアップ                                      |
| ------ | ---------------------- | ----------------------------------------------- |
| 1964年 | 君たちがいて僕がいた   | 映画「君たちがいて僕がいた」主題歌              |
| 1964年 | 夢のハワイで盆踊り     | 映画「夢のハワイで盆踊り」主題歌                |
| 1966年 | 山のかなたに           | NTV系ドラマ「山のかなたに」主題歌               |
| 1966年 | 哀愁の夜               | 映画「哀愁の夜」主題歌                          |
| 1966年 | 銭形平次               | フジテレビ系ドラマ「銭形平次」主題歌            |
| 1966年 | 絶唱                   | 映画「絶唱」主題歌                              |
| 1966年 | 雨の中に消えて         | NTV系ドラマ「雨の中に消えて」主題歌             |
| 1966年 | 新吾十番勝負           | TBS系ドラマ「新吾十番勝負」主題歌               |
| 1967年 | 一心太助 江戸っ子祭り  | 映画「一心太助 江戸っ子祭り」主題歌             |
| 1967年 | 北国の旅情             | 映画「北国の旅情」主題歌                        |
| 1967年 | あいつと私             | NTV系ドラマ「あいつと私」主題歌                 |
| 1967年 | 心こめて愛する人へ     | 映画「その人は昔」主題歌                        |
| 1967年 | 恋のホロッポ           | 映画「その人は昔」挿入歌                        |
| 1967年 | 今度の日曜日           | 映画「その人は昔」挿入歌                        |
| 1967年 | 夕笛                   | 映画「夕笛」主題歌                              |
| 1967年 | センチメンタル・ボーイ | 映画「君に幸福を」主題歌                        |
| 1968年 | 残雪                   | 映画「残雪」主題歌                              |
| 1968年 | オレは坊っちゃん       | 「舟木一夫・デビュー5周年記念明治座公演」主題歌 |
| 1968年 | 喧嘩鳶(野狐三次)       | 「舟木一夫・デビュー5周年記念明治座公演」主題歌 |
| 1969年 | 青春の鐘               | 映画「青春の鐘」主題歌                          |
| 1969年 | 永訣の詩               | 映画「永訣」主題歌                              |
| 1969年 | ああ!!桜田門           | 明治座公演「新納鶴千代」主題歌                  |
| 1969年 | いつか来るさよなら     | 映画「いつか来るさよなら」主題歌                |
| 1973年 | 親不孝通り             | 艶歌ミュージカル「愛する時も死する時も」挿入歌  |
| 1973年 | 俺が死ぬ日             | 艶歌ミュージカル「愛する時も死する時も」挿入歌  |
| 1979年 | ららばい               | 映画「青春PARTII」主題歌                        |
| 2000年 | 小さな手紙             | NHK「みんなのうた」挿入歌                       |

## 楽曲提供
- 岩崎宏美
  - 『さ・よ・な・ら』（1981年、作詞）※上田成幸名義

- 島倉千代子
  - 『慕情はかなく』（1968年、作詞）※高峰雄作名義

- ミルク
  - 『クリスタル・マイ・ラブ』（1980年、作詞）※KAZUO名義

- 村木弾
  - 『ござる〜GOZARU〜』（2016年、作詞）
  - 『都会のカラス』『さいはての月』（2017年、作詞）
  - 『明日へ手拍子』（2018年、作詞）
  - 『さんざし恋歌』（2019年、作詞）

- 竜小太郎
  - 『Broken』（2003年、作曲）

## 出演

### テレビ

#### テレビドラマ
- 大河ドラマ (NHK総合)
  - 「赤穂浪士」（1964年） - 矢頭右衛門七
  - 「源義経」（1966年） - 平敦盛
  - 「春の坂道」（1971年） - 徳川忠長
  - 「毛利元就」（1997年） - 椋梨景勝（沼田小早川家臣）
- 〜石坂洋次郎 青春シリーズ〜
  - 山のかなたに（1966年、日本テレビ）
  - 雨の中に消えて（1966年、日本テレビ）
  - あいつと私（1967年、日本テレビ）
- 東芝日曜劇場 第597回「川止め」（1968年、TBS）
- 泥棒育ちドロボーイ（1968年、NTV） - 骨董品屋のひとり息子 純一
- 恋愛術入門 第12話「イチ・タス・イチは？」（1971年1月10日、TBS / 国際放映） - 大川大三
- 柳生一族の陰謀 第30話『生きていた影武者』（1979年、KTV/東映） - 木下延由
- 12時間超ワイドドラマ 「赤穂浪士」（1999年、テレビ東京/東映） - 清水一学
- 連続テレビ小説「オードリー」（2000年10月2日 - 2001年3月31日、NHK総合） - 栗部 金太郎
- 水戸黄門（TBS/C.A.L.）
  - 第28部 第24話『恋した人は謎の隠密-赤穂-』（2000年） - 与市
  - 第29部 第1話『将軍が最も恐れた男-江戸-』（2001年） - 徳川光貞
  - 第30部 第14話『激闘!忍びの対決-和歌山-』（2002年）- 徳川光貞
- 銭形平次（CX / 東映）
  - 第3話「謎の夫婦雛」（1966年） - 秋月新太郎
  - 第192話「春の風来坊」（1970年） - 半次郎
  - 第233話「恋文悲願」（1970年） - 倉田仙三郎
  - 第271話「虚無僧絵図」（1971年） - 小弥太
  - 第323話「その名は呼べない」（1972年） - 美代吉
  - 第394話「上州無宿鉄次郎」（1973年） - 鉄次郎
  - 第888話 最終話「ああ十手ひとすじ!!八百八十八番大手柄」（1984年） - 立花左馬之介

#### バラエティ番組
- オールナイトフジ（司会者として出演）（フジテレビ）（1969年 - 1975年、ただしレギュラー放送は1971年まで。それ以降は毎年大晦日のみの放送となる。）
- ワニいってんの? （1987年、テレビ東京）
- 愛する二人別れる二人（フジテレビ）

主題歌「恋だけが」は、和製ソフトロックの隠れた傑作として知られている。CD『まちどおしい夏休み〜ドライブ編』に収録。

#### 情報番組
- ルック!202（仙台放送）

低迷期に、メイン司会者として出演したローカル午後ワイド。外からの中継もこなした。

#### 音楽番組
- 舟木一夫ショー（1965年4月4日 - 7月4日、TBS）

「ナショナル日曜観劇会」の次番組となる「サンデーわいわいワイドショー」が開始するまでの間の「つなぎ番組」として制作された。

### 映画
作品一覧
- 「高校三年生」（大映、1963年11月16日）
- 「学園広場」（日活、1963年12月15日）
- 「ミスター・ジャイアンツ 勝利の旗」（東京映画、1964年2月12日）
- 「仲間たち」（日活、1964年3月14日）
- 「君たちがいて僕がいた」（東映、1964年5月23日）
- 「夢のハワイで盆踊り」（東映、1964年8月1日）
- 「続・高校三年生」（大映、1964年8月22日）
- 「あゝ青春の胸の血は」（日活、1964年9月9日）
- 「花咲く乙女たち」（日活、1965年1月24日）
- 「北国の街」（日活、1965年3月20日）
- 「東京は恋する」（日活、1965年9月18日）
- 「高原のお嬢さん」（日活、1965年12月4日）
- 「哀愁の夜」（日活、1966年3月27日）
- 「友を送る歌」（日活、1966年6月25日）
- 「太陽に突っ走れ」 （東映、1966年9月8日） - 本人
- 「絶唱」（日活、1966年9月17日）
- 「北国の旅情」（日活、1967年1月3日）
- 「一心太助 江戸っ子祭り」（東映、1967年4月20日）
- 「その人は昔」（東宝、1967年7月1日）
- 「夕笛」（日活、1967年9月23日）
- 「銭形平次」（東映、1967年10月10日）
- 「君は恋人」（日活、1967年11月3日）
- 「君に幸福を センチメンタルボーイ」（東宝、1967年12月16日）
- 「花の恋人たち」（日活、1968年1月3日）
- 「残雪」（日活、1968年3月30日）
- 「青春の鐘」（日活、1969年1月11日）
- 「永訣 わかれ」（松竹、1969年2月21日）
- 「いつか来るさよなら」（松竹、1969年12月17日）
- 「東京-パリ 青春の条件」（松竹、1970年3月18日）
- 「青春PARTII」（ATG、1979年2月10日）
- 「総長の首」(東映、1979年3月24日)
- 「小梅姐さん」(赤坂小梅生誕100年記念映画製作上映委員会、2008年11月8日)

## NHK紅白歌合戦出場歴
| 年度/放送回               | 回 | 曲目                | 出演順 | 対戦相手        | 備考                |
| ------------------------- | -- | ------------------- | ------ | --------------- | ------------------- |
| 1963年（昭和38年）/第14回 | 初 | 高校三年生          | 19/25  | 三沢あけみ      |                     |
| 1964年（昭和39年）/第15回 | 2  | 右衛門七討入り      | 18/25  | 倍賞千恵子      |                     |
| 1965年（昭和40年）/第16回 | 3  | 高原のお嬢さん      | 01/25  | 三沢あけみ（2） | トップバッター      |
| 1966年（昭和41年）/第17回 | 4  | 絶唱                | 14/25  | 園まり          |                     |
| 1967年（昭和42年）/第18回 | 5  | 夕笛                | 01/23  | 水前寺清子      | トップバッター（2） |
| 1968年（昭和43年）/第19回 | 6  | 喧嘩鳶              | 16/23  | 園まり（2）     |                     |
| 1969年（昭和44年）/第20回 | 7  | 夕映えのふたり      | 21/23  | 佐良直美        |                     |
| 1970年（昭和45年）/第21回 | 8  | 紫のひと            | 19/24  | いしだあゆみ    |                     |
| 1971年（昭和46年）/第22回 | 9  | 初恋                | 09/25  | 藤圭子          |                     |
| 1992年（平成4年）/第43回  | 10 | 高校三年生（2回目） | 07/27  | 伊東ゆかり      | 21年ぶりに復帰出場  |

## 書籍（エッセイ）
- 酔ってSinger（1983年／青山書房）
- 怪傑!!高校三年生（1992年／近代映画社）
- 風来坊（1999年／マガジンハウス）
- 風まかせ(日本の名歌手シリーズ)（1999年／東京新聞出版局）
- 瞬 -その声も、笑みも、こころも 密着2008～2009(2009年／マガジンランド)
- 華 −来た道も、今日も、明日も 密着2009〜2010(2010年／マガジンランド)
- 透 -瞬きも、華も、愁いも 密着2011～2012(2012年／マガジンランド)

## 写真集
- 舟木一夫〜風まかせ〜（1999年／東京新聞出版局）
- 芸能生活40周年記念 写真集舟木一夫（2002年／マガジンハウス）
- 密着写真集「瞬」（2009年／マガジンランド）
- 密着写真集「華」（2010年／マガジンランド）
- 密着写真集「愁」（2011年／マガジンランド）
- 密着写真集「透」（2012年／マガジンランド）
- 舟木一夫 60周年写真集てんこもり 60th/77age Funaki Kazuo Photobook(2022年／舟木一夫)

## 後援会の不祥事
2009年5月12日、舟木一夫のファンクラブを経営している会社「舟木一夫友音事務所」が、ファンからの支援金など約1億6000万円を隠し、3年間で約5000万円を脱税したとして、同社と藤谷和子社長が法人税法違反罪で告発されていたことが発覚。同社は「カンパは預かり金で、売り上げではない」と主張したが、修正申告を行った。藤谷社長は、支援金は「将来、コンサート会場に空席が目立つようになってしまったら舟木さんが悲しむ。そのときの動員に使ってほしい」などと会員から寄せられたものであると説明した。

## その他の特記事項
- 舞台「快傑!!児雷也」
舟木はこの舞台で主題歌となる「快傑!!児雷也」を歌っている。舟木は以前より特撮ヒーロー物が好きで、特撮ヒーロー物の主題歌を歌いたいという意向があったが、スタッフにより却下されていた。のちにこの舞台を踏むにあたって、音楽を担当していた渡辺宙明（「人造人間キカイダー」「秘密戦隊ゴレンジャー」などで知られる）に、舟木が「ぜひ特撮ヒーロー物っぽい曲を作って欲しい」と頼み込んでこの曲が生まれ、かねてよりの夢が実現した[15]。演出には、舟木の希望で映画界の鬼才岡本喜八が迎えられた。岡本としては初の舞台演出であり、舟木とも初顔合わせであった。
- 趣味
ファミコンなどのレトロゲーム愛好家である。特にドラゴンクエストシリーズを好む。
- 足の指の絆創膏
2012年ごろから舞台で歌う際には、必ず両足の親指と小指に絆創膏を貼っている。これはもともと歌う時に両足の内側に力が入る癖があったが、65歳頃から足の指にタコが出来て割れるようになったため、これを防ぐためのものである[16]。